# Томография
Томографията (от гръцки: τομη – сечение) е метод за неразрушително послойно изследване на вътрешната структура на обекта чрез многократното му облъчване с подходящи лъчи (сондиращо излъчване) в различни посоки и последващо „съшиване“ на получените сечения.
Най-популярно приложение намира в медицината за получаване на изображения на човешкото тяло или отделни органи. В индустрията се изобразяват обекти (или параметри на процеси), недостъпни за пряко наблюдение (например поток по тръба или друго индустриално съоръжение). Получените образи спомагат за по-добра инспекция, мониторинг и контрол на процеса – по този начин може да се повиши производителността и да се постигне по-добро използване на индустриалните мощности. Томографски системи могат да се разработят и за разработване и потвърждаване на модели и теории за процеси, както и за усъвършенстване на инструменталната база.

## Видове сондиращо излъчване
- Томография с използване на звукови вълни (в т. число сеизмични):
  - ултразвукова томография (УЗТ);
  - сеизмична томография.
- Томография с използване на електромагнитни вълни:
  - радионуклидна емисионна томография (гама-излъчване);
    - еднофотонна емиссионна томография;
    - двуфотонна емиссионна или позитронно-емисионна томография;

  - рентгенова томография, в т.ч. рентгенова компютърна томография (КТ, РКТ);
  - оптична (лазерна) томография;
  - томография в радиодиапазона.
- Томография с използване на електромагнитно поле:
  - магнитно-резонансна томография;
  - електро-импедансна томография.
- Томография с използване на елементарни частици:
  - неутронна томография;
  - електронна и позитронна томография;
  - протонна томография;
  - неутринова томография.

## Компоненти
Основните компоненти на един инструмент за томография на даден процес са:
- хардуер – източник на сондиращо излъчване, сензори, контрол на сигнала/данните,
- софтуер – реконструиране на сигнала, модули за интерпретация и визуализация, както и генериране на изходни контролни сигнали.

Сензорната система е сърцето на всяка томографска техника. В основата на всяко изображение лежат разликите в контраста на материала или в свойствата на изследвания процес. Почти всички устройства използват еднотипни сензори, а изборът на измервателната система се определя главно от:
- природата на компонентите, съдържащи се в съоръжението (тръба, резервоар, реактор и т.н.)
- от материала, който се изследва (течност, газ, твърдо тяло или многофазна система, както и от пропорциите на веществата в последната)
- информация за динамиката на процеса (стационарен, динамичен, изисквания: резолюция и чувствителност) и неговото предназначение (лабораторни изследвания, оптимизация на оборудването, регистриране на процеса или контрол)
- околната среда на процеса (условия за безопасност и поддръжка)
- размерите на съоръженията и обхватът на явлението или процеса

При избора на сензорна система трябва да се имат предвид изискваната пространствена разделителна способност, както и скоростта и надеждността на измерването.
Докато за придобиването на данните от измерването първа по значение е сензорната система, една томографска система е немислима без обработката на данните, която поради значителния им обем изисква подходящ алгоритъм за реконструиране на образи и съответен компютърен хардуер.

## Етимология
Думата томография се получава от гръцките думи τόμος (томос) – разделям и γράφω (графо) – образ, изображение.
Съществуват няколко типа томографски методи. В зависимост от използвания източник на облъчване Изборът на специфична техника често е продиктуван от противоречащи фактори. Това например може да включва:
- физическите свойства на изследваните съставки,
- желаната пространствена и времева разделителна способност на образите,
- цената на оборудването и физическите му размери,
- човешките ресурси, необходими за работа с техниката и потенциалните вреди (опасности) за персонала (например радиация).

### Електрическа томография
Електрическата томография бива резистивна, капацитивна и импедансна. Този вид техника е относително бърза (осигуряваща около 200 образа в секунда), лесна за работа, има проста конструкция и е относително надеждна за приложение в индустриална обстановка. Очевидният недостатък на електрическата томография е нейната относително малка пространствена разделителна способност – типично 3 – 10% от диаметъра на тръба например. Във всеки случай това е достатъчно за много практически индустриални приложения.

### Томография с рентгенови и гама лъчи
Този тип томография е аналогична на медицинската томография (компютърен томограф за сканиране на тялото), но понеже има голямо затихване на рентгеновите лъчи в металите, енергийният обхват, който се използва е по-голям и колиматорите (насочващи устройства) и детектиращата система в някои приложения са по-различни.
Използвайки принципа за измерване на радиационното затихване в много посоки през изследвания обект и специални математически алгоритми за реконструиране, индустриалният томограф показва вътрешността на сканирания обект в двуизмерни и триизмерни образи.
Получената информация (томограмите) са обикновено пикселни карти на коефициента на затихване (или плътността) на сканираните сечения или проекция на разглежданите воксели (триизмерен пиксел) на триизмерната матрица на обекта.
Главните части на томографа са: източник на рентгенови или гама лъчи (20 Ci 192Ir, 2 Ci 137Cs), един или няколко радиационни детектора, обикновено разположени след колиматори и по границата на сканираната зона, механичен многоосен цифров скенер и подходяща хардуерна система за запис на данните и визуализация (мониторинг), включваща споменатия софтуер.

### Електромагнитно-индуктивна томография
Електромагнитно-индудктивната томография (ЕМТ) или магнитно-индуктивната томография (МИТ) е неинтрузивна и безопасна техника за визуализация, която използва прости, външни сензори. Като относително нова томографска техника, ЕМТ използва електромагнитното съгласуване на сензорите и осигурява образи, които представляват разпределенията на електрически проводящи и магнитно проницаеми материали в пространството на обекта. Потенциални приложения на ЕМТ техниката са в случаи, където изследваните материали се характеризират с контраст в тяхната електрическа проводимост или магнитна проницаемост, което е налице в индустриалното производство заедно с тежките технологични условия. Разработването на ЕМТ система изисква обичайната система за събиране на данни и индуктивни сензори.

### Безконтактна индуктивна томография на проводящи флуиди
Този вид томография представлява реконструирането на триизмерното разпределение на скоростите на флуид от измервания на магнитното поле на индуктивни токове във флуида създадени от външен източник (на постоянно магнитно поле) и движението на флуида. Намира приложение в измерването на потока на метални и полупроводникови стопилки при леене на металите и кристализацията. При непрозрачни флуиди оптичните измервания могат да се заменят с този вид томография. Методът използва решението на система интегрални уравнения описваща разпределението на магнитното поле на движещ се проводящ флуид. В основата на решението на инверсната задача е принципа на магнетоенцефалографията използван широко в медицината.

### Капацитивна томография
Електро-капацитивната томография (ЕКТ) служи за изобразяване на разпределението на диелектричната проницаемост в даден обект чрез измерване на електрическите капацитети между група електроди разположени по периферията на обекта. Към капацитивната томография има нарастващ интерес, особено в приложението ѝ за мониторинг на двуфазни индустриални потоци. За получаване на точни образи на разпределението на диелектричната проницаемост се използват итеративни методи с многократно изчисление на правата задача.

### Резистивна томография
Електро-резистивната томография (ЕРТ) използва факта, че различни (течни) обекти, които са в контакт, имат различна проводимост. Постоянно напрежение или ток се подават на различни електроди и се измерват тока или напрежението на други електроди, добивайки информация за разпределението на проводимостта в обекта. След което се изчислява образ на проводимостите на сечението чрез използването на специфичен алгоритъм. Принципно за даден набор електроди прикрепени към границата на изследваната област има много възможни конфигурации на подаваното напрежение. Резистивната томография се използва в изследването на кристализацията в изучаването на суспензията на полимери, за изобразяване на утаечни продукти и при разбъркващи, смесващи (миксиращи) устройства. Намира и приложение при изследване на подземни структури.